# Alesius Dénes
Alesius Dénes (előfordul még Alesi Dénes és Kolozsvári Alesius néven is) (Kolozsvár, 1525. április 12. – 1577) az első erdélyi evangélikus püspök.

## Életpályája
Mint szászfenesi lelkész és a gyalui egyházmegye esperese írta alá az 1557. évi kolozsvári lutheránus zsinat hitvallását. 1559-ben a Kálvin tanaihoz pártolt Dávid Ferenc helyébe a magyar lutheránusok püspökévé lett. Az 1563. évi májusban, mint egyúttal János Zsigmondnak már udvari papja, fejedelmi adományban részesült. Ám ez a kegyes indulat csakhamar megváltozott a Blandrata György befolyása alatt, ki ebben az évben jött Magyarországra és orvosi minőségben alkalmazást nyert a fejedelem udvaránál. Az 1564. április 9-én tartott nagyenyedi hitvita alkalmával ugyanis a fejedelem letette Alesiust úgy a püspökségről, mint az udvari papságról. Helyébe úgy is mint a magyar egyházak püspöke, úgy is mint udvari pap, Dávid Ferenc lépett. Azonban a magyaroknak a lutherizmustól még el nem szakadt része továbbra is Alesiust tekintette püspökének, aki ezt az állást azután is valósággal viselte. Miután Dávid a szentháromság kérdése fölött tartott számos irodalmi és szóbeli hitvita után a református egyházat az erdélyi magyar gyülekezetek roppant többségével együtt elhagyta, 1569-ben unitárius püspökké választották, az a töredék, amely még hű maradt a kálvini elvekhez, szintén Alesius igazgatása alá adta magát. Miután 1571-ben az új fejedelem, Báthory István, Dávid Ferencet az udvarából eltávolította, helyébe udvari pappá ismét Alesiust tette, akit a következő évben a szász lutheránusok püspökválasztó gyűlésére fejedelmi biztosul küldött ki. Ennek elnöklete alatt állapította meg aztán ez a gyűlés az általa javasolt s róla «Articuli Dionysiani»-nak nevezett egyházi szabályzatokat, amelyek minden valószínűség szerint egyezők az ugyancsak általa készített «Statuta et Articuli pro Ecclesiis Hungaricis eisque conjunctis Saxonicis» közös címet viselőkkel, melyeket a tekei és sajói káptalanra nézve a későbbi fejedelmek (még Bethlen Gábor is) újra meg újra megerősítettek. 1576-ban Dávid Ferenc perében fejedelmi megbízást nyert magyar és szász lutheránus papok az Alesius elnöklete alatt hozták meg ítéletüket. Halálának időpontját 1577 május havának elejére teszik.